# ド・ドドンパ
ド・ドドンパ(DoｰDodonpa, DDDNP)とは、山梨県富士吉田市の遊園地、富士急ハイランドにあったジェットコースター。2017年7月15日開業。2024年3月13日営業終了（実際の最終営業日は2021年8月11日）。2001年12月21日から2016年10月2日までは「ドドンパ」という名称であった。FUJIYAMA、ええじゃないか、高飛車と共に、同園「4大コースター」となっていた。
通称「加速度世界No.1コースター」「天上知らずのスピードキング」「ぶっちぎりスピードモンスター (開業初日に先着1000人に配られた搭乗認定書より)」など。キャッチコピーは「もっとでっかく きっともっと速く。(ティザーサイトより)」、「ド速くなった。(テレビCM及びポスターより)」など。ドドンパ時代のキャッチコピーは「速ッ」「コワイノ、コワイノ、飛ンデユケ。」などであった。

## 概要

### ドドンパ

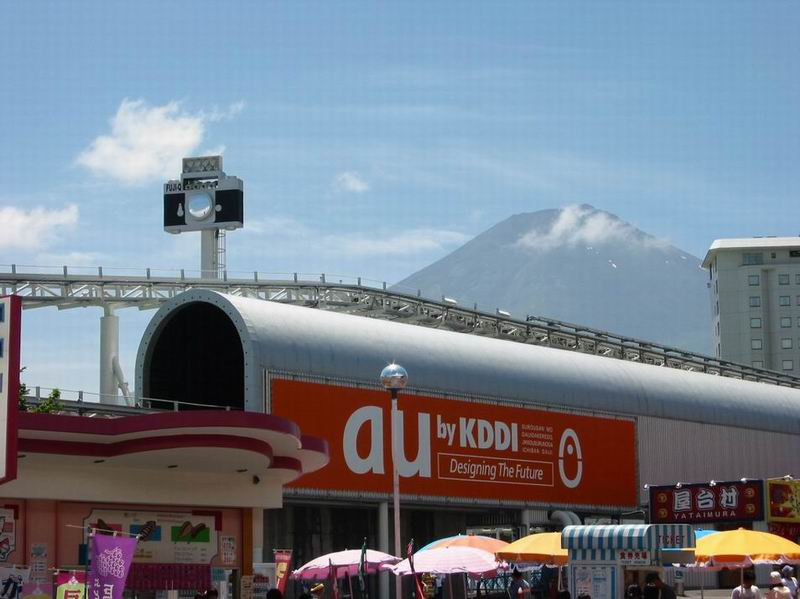
発進トンネルとカメラ筐体形のライドフォトポイント（2002年7月）

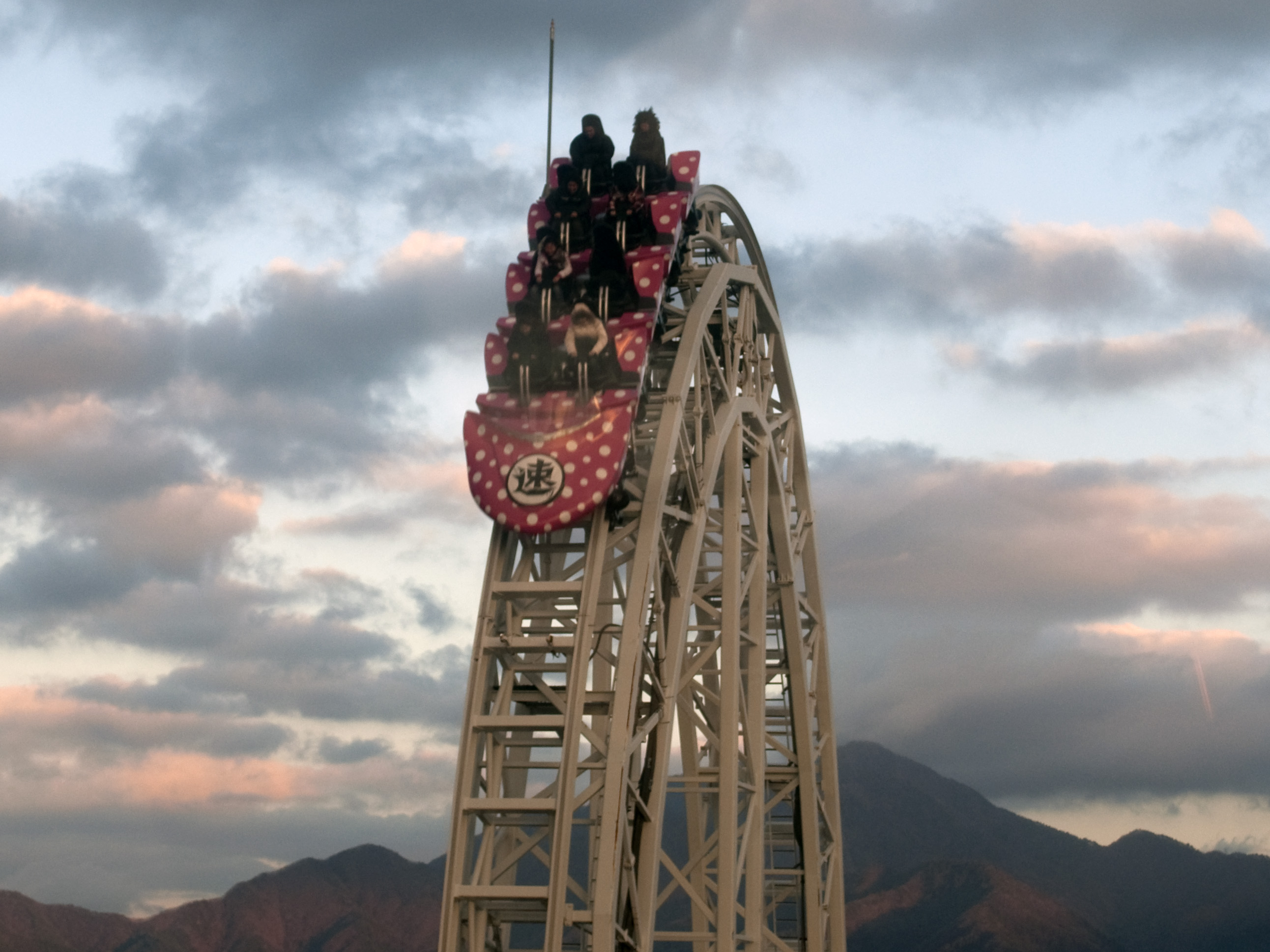
垂直タワーの頂点、地上52m地点から垂直降下する直前のドドンパ（2009年12月）

キング・オブ・コースターFUJIYAMAが開業した1996年から5年経った、2001年に満を持して開業した大型コースター。
一般のコースターのように高い所まで巻き上げられて慣性により走行するのではなく、水平な場所から加速装置により発射される園内初の直線加速方式コースター。加速には圧縮空気を用いた「エアーランチ方式」を採用し、スタートから1.8秒で最高速度172km/hに達するという加速力を実現。圧倒的な加速とスピードから「ワールド・ブッチギリ・コースター」と称された。最高速度172km/hは2001年当時ギネスに認定された。さらに垂直に上昇、落下する日本初の垂直タワーを備える。キング・オブ・コースターFUJIYAMA、ええじゃないか、高飛車と共に人気のあるコースターである。しかし、フルパワーでライドを押し出していなかった。これは、ドドンパのコースに存在していた「垂直タワー」頂上で発生する大きなマイナスGが人体へ悪影響を及ぼす危険性があったためである。
スタートするとトンネルの中へ移動。カウントダウン「Launch Time!スリー! ツー! ワーン! ドドンパァ!」で発射し最高速度に達する。その後はゼロGフォール、大半径カーブ、垂直タワーを通過してフィニッシュとなる。過去に行われたイベント「冬の絶叫祭り」では、アントニオ猪木や機動戦士ガンダムのアムロ・レイ（古谷徹）の声によるカウントダウンに変更されたことがある。
また、ドドンパが営業休止する2週間前から最終運行日まで、カウントダウンの直前に流れた“Launch Time”を言わず、その代わり、カウントダウンのBGMにモーツァルトの「レクイエム」より「怒りの日」の冒頭が使われており、カウントダウンも男性の低い声による「スリー、ツー、ワン、ラストドドンパァ!」に変更された。
ごく稀にではあるが、カウントダウンの途中で発射したり、カウントダウンが終わってもしばらくしてから発射することがある。発射については管制室内のスタッフがタイミングを決めているらしく、タイミングのずれもそれが原因らしいとの事。
コース終盤にライドフォトカメラを設置。乗車後に「ドドンパフォトショップ」で購入できる。フォトとシールの2種類。
新たなスリルを届けることを目指すためのコースレイアウトのリニューアルを理由に、2016年10月2日をもって営業を終了。2016年12月9日から翌2017年4月2日までは、プラットフォームに停止したライドに乗り込み、リニューアル前のドドンパをVR映像で体験できる「ほぼドドンパ」を実施していた（後述、なお現在は営業終了）。

### ド・ドドンパ
2017年7月15日より、最高速度の向上と垂直タワーから世界最大級（アメリカ　six flagsフルスロットルを超す）垂直ループを備えて「ド・ドドンパ」として開業した。
ドドンパからド・ドドンパへのリニューアルは加速力の向上を目的としたもので、最高時速が172kmから180kmにまで引き上げられた。これに伴い、かつて使用していた高さ52mの「垂直タワー」では爆発的なスピードと加速力を受け止めきれなくなり、直径39.7mのループに変更されることになった。頂点（地上から約49m）に達すると時速30kmまで減速し、上下逆さまの状態で止まりそうな感覚が味わえる。スタート時の加速度は3.75Gに達する。
2017年7月5日、メディアに公開された。
スタートすると「乗車中は、頭を枕につけ、正面を向き、安全ハーネスにしっかりとおつかまりください。」と放送が流れ、トンネルの中へ移動。移動中は「ドドンドンパ！ドドンドンパ！」（コラボイベント時は流れない事もある）という音楽と共に赤色LEDが前方へ流れるように光り、「時速180kmの興奮を、皆様にお届け致します。ド・ドドンパ、出発だ！」というアナウンスが流れる。そしてカウントダウン「3,2,1,ドドドンパァ!!」で発射し最高速度に達する。その後はゼロGフォール、大半径カーブ、大型ループを通過してフィニッシュとなる。フィニッシュ時はプラットフォーム手前でロック調の音楽がホ長調で流れる。
2024年3月13日、ド・ドドンパの営業を終了すると発表し、24年の歴史に幕を閉じた（後述）。

#### 主な変更点
エアーランチによる加速の向上 
これまでの「1.8秒で172km毎時」に到達する加速が、「1.56秒で180km毎時」にパワーアップされた。その事から「加速度が世界最大のコースター」と謳われている。旧ドドンパでも180km毎時まで出す事は可能だったが、コースに存在していた「垂直タワー」頂上で発生するマイナスGにより人体への負担がかかり過ぎてしまい、首が飛ぶなど悪影響を及ぼす危険性があった為に出来なかったとの事。実際には200km毎時の設定も可能で、富士急行株式会社の堀内光一郎社長はその設定で試乗した。なお、トンネル内にある発車の際に点灯するシグナルは、ド・ドドンパでは現在使われていないが、代わりにカウントダウンに合わせて壁のLEDが緑→青→赤→白の順に点灯するようになった（白は発射と同時に光るためほとんど見ることができない）。
 世界最大級の大型ループ 
加速の向上に伴い、前述で示した高さ52mの垂直タワーから高さ49mの大型ループに変更された。直径は39.7mで、これは現在ギネスに認定されているシックス・フラッグス・マジック・マウンテンにある「フルスロットル」のループ直径38.75mを越えている。ループ突入時の加速度は3.76Gに達する（加速度の比較は加速度の比較を参照）。
 トンネルの変更 
これまでゼロGフォールと垂直タワー（現ループ）の後にあるトンネルはアクリル製で透明だったが、どちらも通常のトンネルに変更された。ゼロGフォール後のトンネル内にはカラフルなLEDの装飾が施されている。
 車両の変更 
世界最大級の垂直ループに変更された為、安全バーが腰から足首までを固定するタイプから、肩から腰までを固定するハーネスタイプに変更された。また後述するが車両が軽くなっているほか、ダンパーの追加によって乗り心地も向上している。
 駅舎の変更 
従来の駅舎は入口がリサとガスパールタウン側にあったが、高飛車側に新たに入口とスロープが設置された。それに伴い乗車口も進行方向右前方に変更され、左側には巨大ビジョンが設置された。巨大ビジョンには車両の発射に合わせて映像が流れる（コラボイベント中はイベントに合わせた映像が流れる）。プラットフォームのカラーリングは赤から黒に変更された。
 ライドフォトカメラの変更と増設 
以前は最後の長い上り坂を上がった所の左側にのみカメラがあり撮影されていたが、リニューアル後は加速直後のトンネルを出て左側、垂直ループ後トンネルを入る手前の右側、ループ後のトンネルを出て左側の計3ヶ所に変更された。なお、以前は各列毎に撮影されていたが、リニューアル後は車両全体が写るようになった（その為先頭以外の座席では写りにくい場合がある）。写真の他データ及び写真とデータのセットも販売している。

## コース概要

### ドドンパ
エアーランチによる直線加速
トンネルで覆われている。カウントダウンと共に一気に発射され、1.8秒後（トンネルの出口直前）で最高時速172kmに到達する。
ゼロGフォール
緩やかな下り坂だが、突入時に若干浮遊感を味わえる。アクリル製のトンネルで覆われている。
大半径カーブ
右側に74度のカントがつけられており、ミニ富士山の周囲を時速120kmで走行する。
垂直タワー
大半径カーブ後のトンネルを出ると地上52mまで垂直上昇、そのまま垂直落下する。通過後はアクリル製トンネルの中で左に曲がり、緩やかな斜面を走行する。突入時には4.25Gの荷重が掛かる。コースリニューアル後のド・ドドンパでは世界最大級の垂直ループに変更された。
ライドフォトポイント
撮影用カメラは判りやすくカメラの筐体形をしている。この辺りではスピードも落ちているので、ポーズを決めやすくなっている。

## 事故・トラブル
- 開業翌日の2017年7月16日午後2時50分ごろ、ループを回り切れず逆走し、コース上[10]で停止するトラブルが発生した[11][12]。車両は従業員の人力で押され動き出し、惰性でループを4分の1ほど登った所で戻り平らな場所で静止。乗客は約20分後に地上に誘導された。原因は51個あるタイヤの内、1個がパンクした事による安全装置作動と見られている。翌々日の7月18日に運行再開をした[13]。パンク事故は2018年5月26日にも再び起きている[14]。

- 2020年12月、2021年5月、7月、8月に計4件の負傷があった。30代から50代の乗客4人が乗車後に頚椎や胸椎を骨折した[15]。しかし同社は、原因は乗客側にあるとして2021年8月まで山梨県へは報告しなかった[15]。50代の女性は全治3カ月の大けがとなった[16]。

富士急ハイランドは、負傷したとする日の点検では、異常はなかったとしている。
富士急ハイランドは2021年8月12日から施設を運休し、事故があったことは8月17日に山梨県へ通知した。山梨県は同社に、事故報告を怠ったことに対して行政指導するとともに、事故原因が究明されるまで施設の運行停止を求めた。同社は2021年8月20日、負傷と施設の因果関係は不明としつつ、ド・ドドンパの安全総点検に伴い当面の間運休とする旨を発表した。8月21日から山梨県と、国の事故調査部会が立ち入り調査を実施。富士急ハイランドは「警察には報告していたが原因究明のため県への報告が遅れた。調査には全面的に協力したい」としている。この問題を受けて富士急ハイランドが相談窓口を設けたところ、「ド・ドドンパ」に乗ってけがをしたという情報が2日間で9件寄せられたという。このうち2件は骨折で、7件は「身体の痛み」などを訴えるものだった。富士急ハイランドはこれらの情報を山梨県に報告した上で、事実関係の確認をする。
負傷者への誹謗中傷も発生している。この件について、長崎幸太郎山梨県知事は2021年8月30日の記者会見で誹謗中傷に対し刑事告訴を含めた対応に全力で臨む方針を示し、誹謗中傷投稿の削除を呼びかけた。
2022年2月25日、富士急ハイランドが設置した第三者委員会の調査結果が発表された。委員会は、原因究明のため「ド・ドドンパ」の運行を中止しなかったことについて「機械の異常がないことを根拠に運行を続けた『機械信仰』の風土があった」「社内には情報がすぐに共有されていたが、機器の異常がなかったことを根拠に運行を続けた」など、設備や機材整備ばかり重視する傾向があったなどと指摘した。
富士急ハイランドは2024年3月13日に「多数のお客様から営業再開のご要望をいただいておりましたが、お客様の負傷リスクと逆走停止リスクを完全に除去し、安全運行を確信できる手段について、メーカーと協議を重ねて参りましたが、具体化は困難であると判断した」として、ド・ドドンパの営業を終了すると発表し、24年の歴史に幕を閉じた。
2024年6月28日、国土交通省の事故調査部会は報告書をまとめ、事故が起きた車両はすべて、逆走事故の対策として導入が進んでいた新しい車両で、浮き上がり防止車輪を従来の1個から2個に増やした新しい車両と、「ド・ドドンパ」のみに採用されていた空気入りタイヤが乗客の頭部に作用する加速度を増大させた可能性が高いとしている。
また事故が起きた車体は乗客の首に垂直にかかる力と前に押し出す力のピークがそろっていたことに加え、揺れの周波数の影響で首への負荷が増えたと考えられるとしている。さらに、けがをした12人のうち5人は前かがみやうつむいた姿勢だったと話していて、乗車前に呼びかけられていた背筋を伸ばして下を向かないなど安全な姿勢で身構えられていなかったことも原因と考えられるとしている。

## 車両

### ドドンパ
- 車両は先端のボンネット部分が流線型をしており、定員が8人と他のコースターに比べ少なく全長も短いものだった。これは、車両が軽く乗車人数が少ない方が、走行による抵抗が少ないためである。また、車輪部分はセスナ機と同じゴム製のタイヤを使用している。
- 座席はフルバケットシートで背もたれも頭程まであり、身体を固定する安全装置は腹部の他に脛や足首も固定される。
- 開業当初は通称「ドドンパ一家」という車両で、ボンネット部分に父・母・姉・赤ん坊の顔のイラストが描かれた車両だった。手がけたのはイラストレーターの山根Yuriko茂樹。待ち列にはドドンパ一家の紹介文も掲載されていた。
- 2007年以降は、水玉・ヒョウ・ゼブラ・ヘビの柄が描かれた新車両が順次導入された。ボンネット部にはシンボルの漢字が書かれている(順に速ッ・風ッ・斬ッ・轟ッ)。
- 2014年4月26日には、絶叫学割のコマーシャルに登場した上履きのキャラクターがデザインされた新車両が、2015年12月19日には桜をイメージした新車両が登場している。2016年9月からリニューアル前最終日の10月2日までには、上記の上履き車両に涙のラッピングを施した「うわばきドドンパ号泣号」が登場した。

### ド・ドドンパ

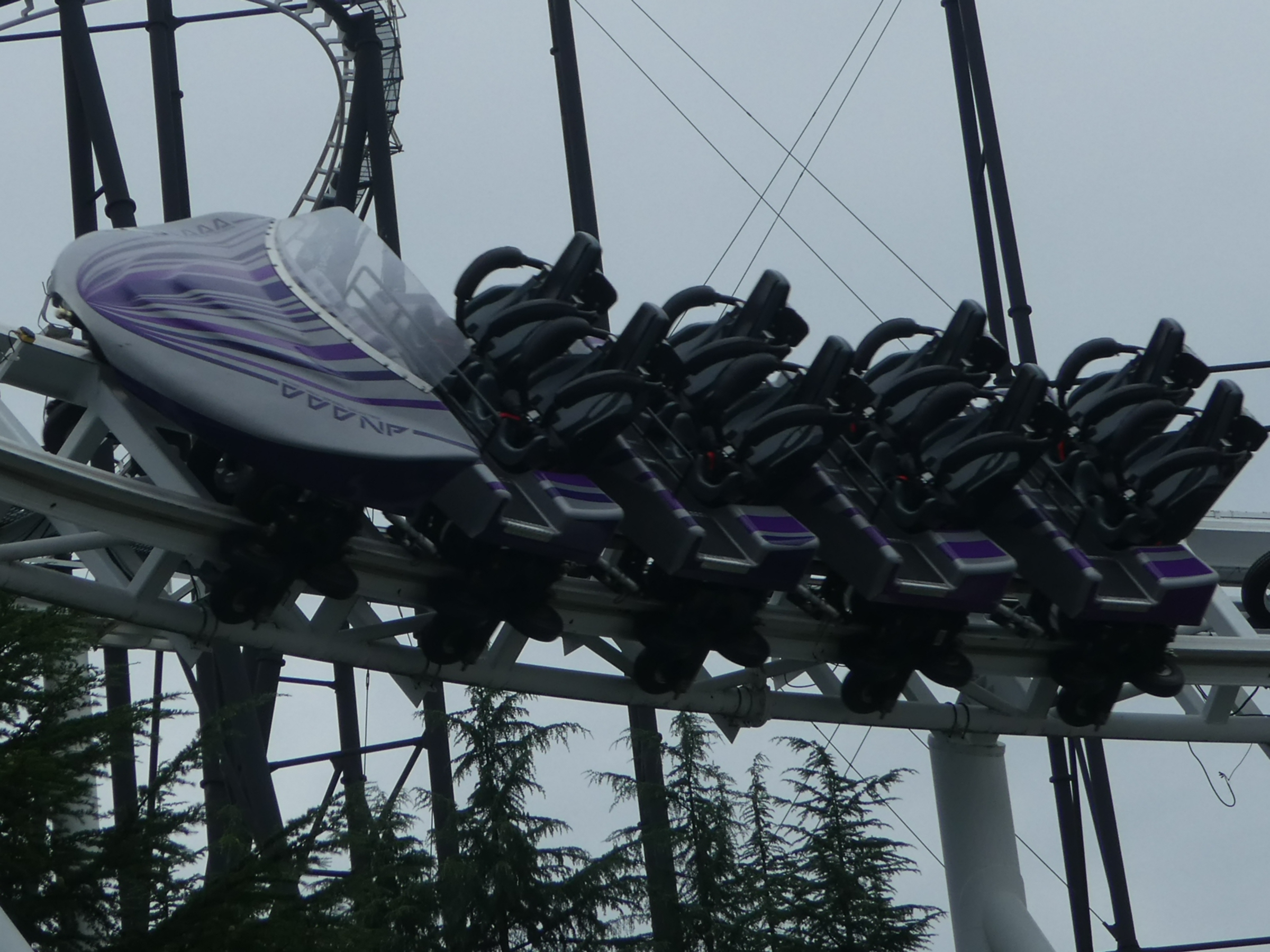
第1編成「SEKKACHI」
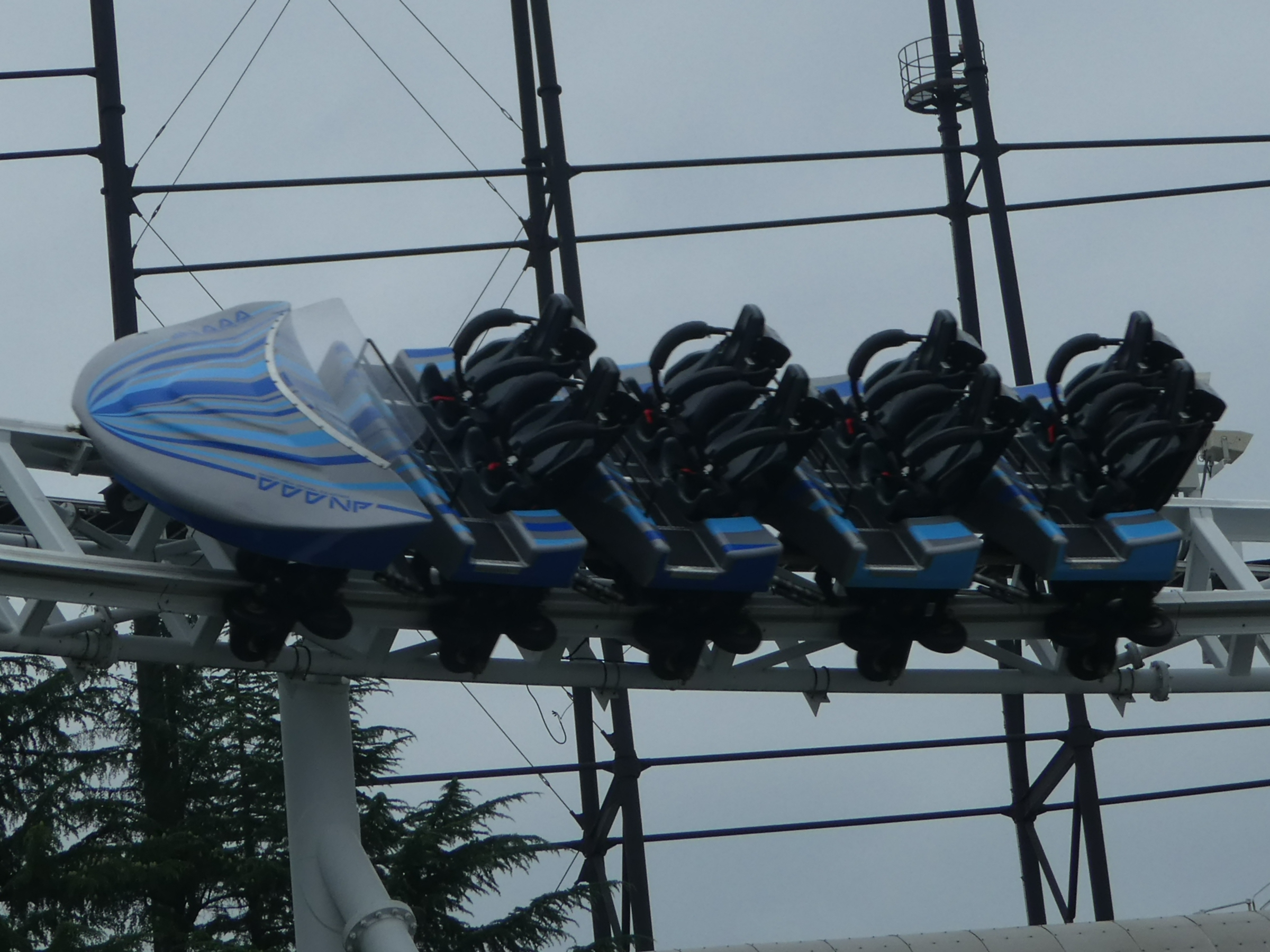
第2編成「JAJAUMA」
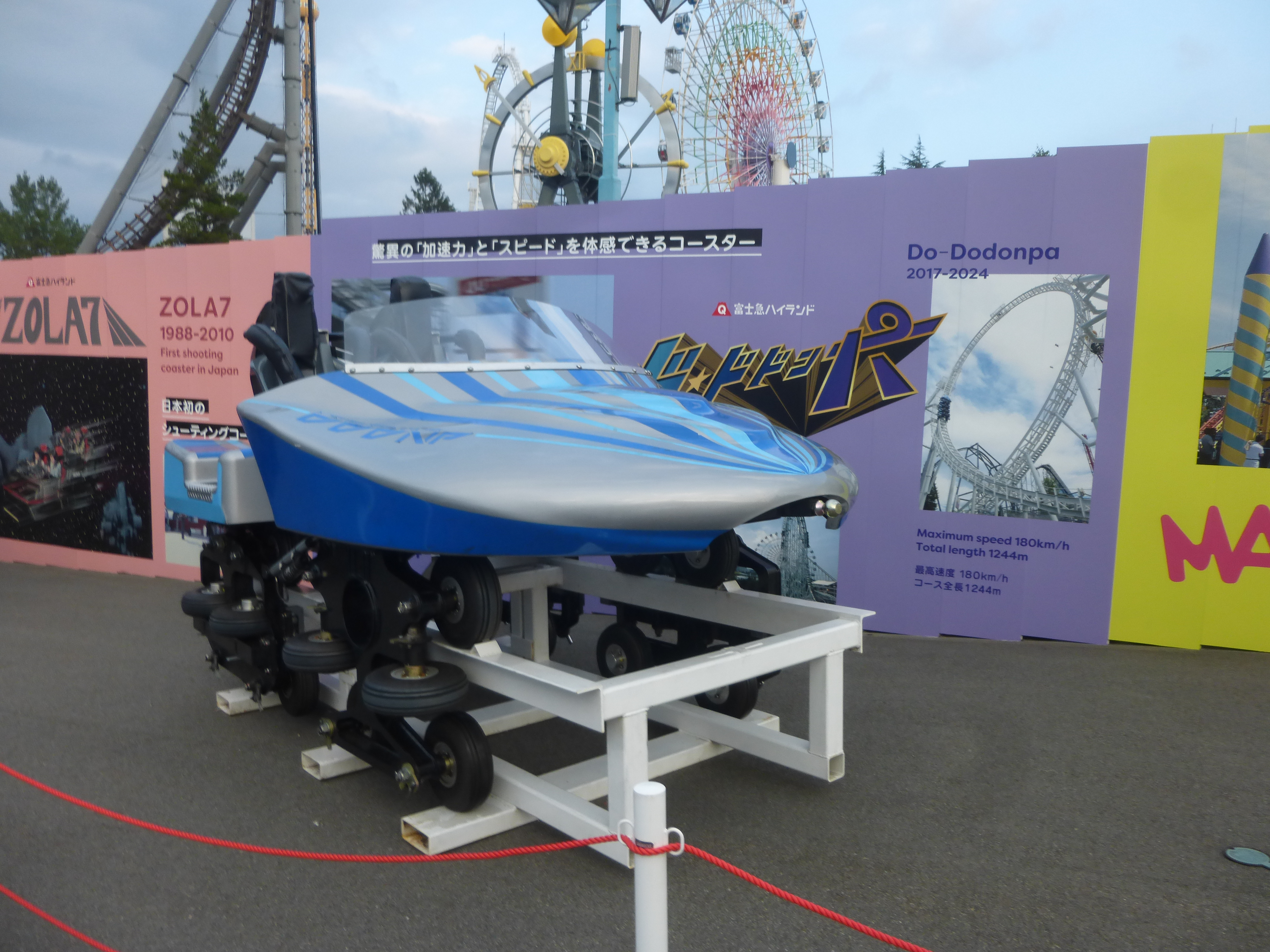
「JAJAUMA」先頭車両

- シルバーのボディに異なる色のストライプ柄が描かれた車両が4台ある。色によってそれぞれ番号とコードネームが付けられており、紫が「No.01 SEKKACHI」、青が「No.02 JAJAUMA」、赤が「No.03 AWATENBO」、黒が「No.04 KANSHAKU」となっている。これはド・ドドンパの駅舎の外側に書かれている。なお、KANSHAKUは後に緑のラインが加えられた。
- 従来同様先端のボンネット部分が流線型をしており、定員が8人と他のコースターに比べ少なく全長も短い。
- 座席はフルバケットシートで背もたれも頭程まであり、身体を固定する安全装置は肩から大腿部を固定するハーネスタイプに変更された。
- もともと4.6tあった車両重量が0.6t軽くなり、4.0tとなった[34]。
- 車両には「MOST HIGH-SPEED COASTER DDDNP」というロゴがついている。このロゴはプラットフォームのスクリーンにも表示される。
- 廃止後には第2編成「JAJAUMA」の先頭部分が過去のコースター車両を展示する「のりものテラス」に保存されている。

## イベント
ドドンパ・ピンクのレイニーラリー
開業の約1ヶ月前に実施された。園内に隠れたハイランダーのポスターを探して答えを集め、解答用紙に書いて応募すると、抽選で「ド・ドドンパ」の絶叫優先券が当たるキャンペーン。
オープニングイベント
開業当日の7月15日午前9時40分より「ド・ドドンパ」駅舎前にて、イジリー岡田、佐野ひなこ、永島聖羅をゲストに迎え、オープニングイベントを開催した。800人が集まる中で、佐野と永島は開業よりいち早く体験乗車を行った。その20分後である午前10時丁度に開業し、カウントダウン・特大クラッカーと同時に第一号が発射された。その後は先着1000人限定で搭乗認定証(クリアファイル)が配布された。
「艦隊これくしょん -艦これ-」×富士急ハイランド
オンラインゲーム「艦隊これくしょん -艦これ-」とのコラボ企画で、ド・ドドンパ開業前の2017年6月17日から行われたが、開業当日には出口にド・ドドンパ車両が盛り込まれたデザインのキャラクター「大淀」の描き下ろしパネルと祝花が設置された。またゲーム内のグラフィック(立ち絵)もド・ドドンパ仕様に変更された。
ド・ドドンパ大喜利
4問用意された大喜利のお題に対し、Twitterにハッシュタグをつけて応募する。秀逸な作品はイラスト化され、公式サイトに掲載されるというものだったが実施されなかった。
夏だ!Aqoursと!!ラブライブ!サンシャイン!!×富士急ハイランド
富士急ハイランド全体で2018年8月1日～9月17日の期間開催されていた。発射時のカウントダウンが渡辺曜（斉藤朱夏）の「みんないくよー！スリー！ツー！ワン！ヨーソロー！」に変更された他、待ち列のアナウンスも渡辺曜による音声に変更され、プラットフォームの巨大ビジョンもラブライブ!仕様の映像（静止画）が表示されていた。
ド・ドドンパ×ももいろクローバーZ「あんた飛ばしすぎ!!」キャンペーン
2018年10月5日 - 11月4日の期間開催。ももいろクローバーZとのコラボで、「あんた飛ばしすぎ!!」の配信リリースを記念し、発射時のカウントダウンが「いくよー！スリー、ツー、ワン、ゼーーーット！」に変更された他、車両の先頭にラッピングや、プラットフォームの巨大ビジョンから「あんた飛ばしすぎ!!」のMV放映などが実施された。また、写真館では数量限定でオリジナルコースターが貰えた。
劇場版「Fate/stay night ［Heaven's Feel］」 in 富士急ハイランド
2020年3月20日〜4月19日の期間開催。発射時のカウントダウンがランサー（神奈延年）の「準備はいいか、3、2、1、逃がさねぇよ！」に変更された他、待ち列もアナウンスが変更され、巨大ビジョンには特別映像が流れた。
超特急ド･ドドンパ ≠ME行き
2021年4月7日～30日の期間開催。≠MEとのコラボで、アルバム「超特急 ≠ME行き」の発売を記念し、発射時のカウントダウンがメンバーによる「いくよー！スリー、ツー、ワン、ノイミーーーッ！」に変更された他、プラットフォームの巨大ビジョンからアルバム収録曲のMV放映などが実施された。また、写真館では先着1000枚限定でオリジナルコースターが貰えた。

## 仕組み
直線レーンのレール直下に大きなメインシリンダーがあり、メインタンクの両脇に2つのサブタンクがある。メインシリンダー内にはピストンが入っていて、そのピストンと車両をフックでつないで、サブタンクの圧縮空気の力で車両を引っ張り出す仕組みとなっている。空気を圧縮するコンプレッサーはとても大型のものが三台設置されている。
過去にKings Dominionに存在したHypersonic XLCと同型機である。
開発、製造元であるS＆Sは、もともと空気圧を利用したフリーフォールを開発していた。この空気圧発射には、航空機で使用されているカタパルト式射出システムが使用され、タイヤにも航空機用のものが使用される。
YouTubeには、Hypersonic XLCを解説したDiscovery Channelの動画が転載され投稿されている。

## ほぼドドンパ
ほぼドドンパとは、ドドンパをバーチャルリアリティで再現したアトラクションである。2016年12月9日から2017年4月2日まではドドンパ(現ド・ドドンパ)の駅舎で営業されていたが、その後、トンデミーナ横の特設テントに移設。現在は営業を終了している（終了時期は不明）。
このアトラクションは、積年の課題である“絶叫マシンの食わず嫌い”をなくし、より多くの人に絶叫する楽しさを知ってもらいたいという思いから導入するもので、客はプラットフォームに停止した旧ドドンパのライドに乗り込み、ヘッドマウントディスプレイ（ゴーグル型の映像投影機）とヘッドホンを装着して、左右上下360度見渡すと、目の前に発射に向けて準備中のシーンが広がる。ライドが発射する映像がスタートすると、1.8秒で時速172km/hに到達する圧倒的な加速力、身体が真横に傾いたまま疾走する大カーブでの振り飛ばされそうな感覚、現実の世界では姿を消し去ってしまった高さ52ｍタワーの垂直上昇・垂直落下など、旧ドドンパをパッケージした内容を、テントにいながらにして臨場感そのままの絶叫体感を楽しめる。映像はただの乗車映像ではなく、発射直前に画面右上にはドドンパのコース、右下には速度計が表示されている。また、隣には絶叫戦隊ハイランダーの「ええじゃないかレッド」が乗り込んでくる。「ド・ドドンパ」のリニューアル工事の為2017年4月2日をもって営業を終了したが、同年7月29日に「トンデミーナ」横の特設テントに移動し、「ほぼFUJIYAMA」を新たに追加して復活した。現実のドドンパと異なり、7歳から乗車可能だが、13歳未満は「Galaxy Gear VR」ではなく「ハコスコ」を使用している。安全バーは撤去され、小型の扇風機が設置されていた。

## その他
- 前述のカウントダウンはあまり当てにならず、ほとんどがカウントダウン終了後に数秒の溜めがあってから発射する場合が多い。カウントダウン通り発射することもあるが、先述の通り「ツー!」の直後に発射する場合もあった。トンネル内にはシグナルが設置されており、赤く点灯した時はカウントダウン開始、黄色と青が点灯したら発射となり、これが発射の目安となっている。
- キューラインにはスピーカーから「ド・ドン・パッ!」という音楽（ボイスパーカッション）が延々と流れており、プラットホームに近づくにつれてテンポが速くなっている。一部の間では「洗脳音楽」と呼ばれていた。2008年頃には音楽がゆったりとしたボサノヴァ調のものに変更された。モニターからはボイスパーカッションに合わせてハイランダーが踊る「ドドンパ体操」なるものが流されていた。
- ドドンパのスタッフの衣装は他のアトラクションのスタッフと異なる。「速ッ」と書かれた黒のキャップに「LOVE SPEED いと速し!」と書かれた黒のTシャツ（冬場はダウンジャケット）を身に着けている。ちなみにスタッフのキャップとTシャツは一時期グッズとして販売されていた事がある。
- 2002年〜2003年に、デコトラが登場する「ドドンパ野郎」のCMが放映された。このCMで登場した大型トラックは映画「デコトラの鷲」シリーズに登場した「二代目勇加丸」をベースに、キャブ上にドドンパの「パ」の文字のアンドンとアーチ形に並べられた7本のロケット型の装飾を搭載し、荷台ペイントやアンドンをリニューアルして「絶叫丸」という名前が付けられ、青島文化教材社のプラモデル[44]やチョロQとして商品化された。この車両は一時期園内にも登場。のちにVシネマ「爆走トラッカー軍団」シリーズに登場した「竜神丸」を購入、荷台ペイントやアンドンをリニューアルし「二代目絶叫丸」として登場した[45]。
- 2004年12月18日、サンヨー食品のサッポロ一番ブランドとのコラボで誕生したカップラーメン「ドドンパ一番」が発売された。ブラックカリー味で、かまぼこが富士急ハイランドのロゴマークの形をしていたり、辛さを調節できる「ドドンパウダー」が付属するなどした[46]。当初は園内のみで発売されていたが、後に一般のスーパーマーケットやコンビニエンスストアでも発売された。現在は終売。
- 元々は2001年7月22日に開業を予定していたが、開業直前に発射装置に不具合が発生し、部品の納品と修理に時間を要したため、5か月延期となった。当初は1日1000人という乗車人数制限を行っており、時々発射装置の不具合もあったため、数時間の待ち時間も発生した。ゴム製タイヤを使用しているため摩擦力が大きいせいか、垂直タワー頂上で停止したり、駅舎の100m手前で停止したりといったトラブルが発生した。冬場は垂直タワーを上りきれずに逆走するケースも希にある。
- 開業当初は、フォトショップで乗車証明書が貰えた。
- 加速エリアから大半径カーブ直前までの直線距離は約200mあり、コースターでは日本一の長さである。
- 現在はドドンパを上回る速度のコースターが登場しているが、1秒あたりの加速力はドドンパが世界一である。
- 2007年5月14日午後2時40分ごろ、走行中に2両目と3両目の連結部分にあるプラスチック製カバーが外れ、4両目に乗っていた男性の右膝にぶつかり、軽傷を負う事故が発生した。
- 待ち列のスロープには「舞浜にないものがここにはある!!ネズミーランド職員」などのコミカルな内容が書かれた垂れ幕があった。この垂れ幕は内容の異なるものがFUJIYAMAの待ち列のスロープや、ドドンパのゼロGフォール付近にも掲載されていた。また、ほぼドドンパ実施期間中も旧写真館に掲載されていた。
- 2015年6月22日には、搭乗人数が700万人に達成した。700万人目の乗客はドドンパ宣伝大使に任命され、園内のパロディ看板に掲示されている「ドドンパイ」が贈られた。また、700万人目以降に乗車した700人の乗客には、同じくパロディ看板に掲示されている「ドドンパン」が配布された。
- 2016年9月14日から営業最終日の10月2日までの期間に「おやすみドドンパキャンペーン」を開催し、ドドン！と8(パ)回乗車した人をド・ドドンパの試乗会に招待したり、ドドンパオリジナルグッズを抽選でプレゼントする企画を実施した。
- ド・ドドンパのWEB限定CMで流れている楽曲は、ヒップホップユニット「HOME MADE 家族」の現メンバーのKUROと、元メンバーのHOZEが手掛けている。
- ド・ドドンパのCMには、4番目に出てくる女性が飛び出るものと飛び出ないものがある。同様に絶叫学割のCMでは、4番目に出てくる先生が飛び出ないものがある。
- 2017年のハロウィンイベントより、2つ目のライドフォトカメラの場所にファイヤートーチを設置し、日没後に火柱が上がる「ファイヤー!ド・ドドンパ」が実施された。当初は期間限定だったが、2019年3月現在も日没後に実施されている。
- 2018年7月放送の『日経スペシャル カンブリア宮殿』にて富士急行の堀内光一郎社長が出演し、名前の由来はドラゴンボールに登場するキャラクター「桃白白」が使う技「どどん波」をイメージしていると話している。

## 記録
| 先代 スーパーマン：エスケープ・フロム・クリプトン タワー・オブ・テラーII (同記録) | 世界一速いジェットコースター 2001年12月–2003年5月 | 次代 トップ・スリル・ドラッグスター |